# 俄羅斯的米哈伊爾·尼古拉耶維奇大公
米哈伊爾·尼古拉耶維奇大公（俄语：Михаил Николаевич，1832年10月25日—1909年12月18日），俄羅斯大公，尼古拉一世的幼子。

## 家庭
1857年，米哈伊爾與巴登的塞西莉埃結婚，兩人共有6子1女：
- 尼古拉·米哈伊洛維奇大公（英语：Grand Duke Nicholas Mikhailovich of Russia）（1859年—1919年），1919年被布爾什維克黨處決
- 安娜斯塔西婭·米哈伊羅芙娜女大公（1860年—1922年），梅克倫堡-施威林大公夫人
- 米哈伊爾·米哈伊洛維奇大公（1861年—1929年）
- 格奧爾基·米哈伊洛維奇大公（1863年—1919年），1919年被布爾什維克黨處決
- 亞歷山大·米哈伊洛維奇大公（1866年—1933年），尼古拉二世的妹妹謝妮亞之夫
- 謝爾蓋·米哈伊羅維奇大公（1869年—1918年），1918年被布爾什維克黨處決
- 阿列克謝·米哈伊洛維奇大公（英语：Grand Duke Alexei Mikhailovich of Russia）（1875年—1895年），早逝